# Nařízení
Nařízení ve užším smyslu státněprávní terminologie je druhem podzákonného právního předpisu, který může vydávat vláda, ministerstvo nebo jiný správní úřad, obce a kraje k provedení zákona.
V obecném významu slova je nařízení jakýkoliv pokyn, jímž někdo z pozice moci jinému ukládá něco učinit. Takové nařízení může být v rámci soukromoprávního nebo pracovněprávního vztahu závazné. Právo neomezuje užívání slova „nařízení“ v obecném významu. Další text článku se zabývá pouze prvním významem slova.
Nařízení je podzákonným, prováděcím předpisem, tzn. je omezeno tím, co stanovuje jím prováděný zákon (nařízení musí normovat secundum et intra legem, tzn. podle zákona a v souladu s ním). Nařízení musí být abstraktní, tj. nevztahuje se ke konkrétní osobě nebo věci. Dále musí být obecně závazné, tj. závazné pro neurčitý počet osob (na rozdíl například od vnitřních předpisů), a v neposlední řadě musí být jednostranně vynutitelné.
Nařízení mají několik forem:
- nařízení vlády: Vláda je zmocněna na základě čl. 78 Ústavy České republiky k vydávání nařízení k provedení zákona a v mezích zákona. Vláda tedy může, na rozdíl od vyhlášek ministerstev a jiných správních úřadů, vydávat nařízení k provedení konkrétního zákona, pokud to uzná za vhodné a bez zákonného zmocnění. V praxi však běžně zákon zákonné zmocnění obsahuje. Nařízení nesmí překračovat meze zákona, pokud to zákon výslovně neumožní.

- vyhlášky ministerstev a jiných ústředních správních úřadů: Ministerstva a jiné ústřední orgány státní správy vydávají na základě č. 79 odst. 3 Ústavy České republiky vyhlášky s celostátní působností, a to na základě zákona, v jeho mezích a jsou-li k tomu konkrétním zákonem zmocněny a jen v mezích zákonného zmocnění. Podmínky pro vydání jsou přísnější než u nařízení vlády. Vyhlášky a nařízení vlády mají ale stejnou právní sílu. Vláda nemůže rušit vyhlášky a naopak.

- nařízení jiných správních úřadů: Také na základě čl. 79 odst. 3 Ústavy České republiky, konkrétní formu a zmocnění stanoví zákon. Nařízení mají omezenou územní působnost na správní obvod správního úřadu. Příkladem je např. nařízení Správy NP / CHKO o zákazu vstupu na určité území nebo nařízení krajské veterinární správy o mimořádných veterinárních opatřeních.

- nařízení obce / kraje:[1][2] V případě obcí a krajů upravuje nařízení záležitosti v přenesené působnosti obce nebo kraje, čímž se liší od vyhlášky obce nebo kraje, která se týká samostatné působnosti. Liší se také tím, že vyhlášky schvaluje zastupitelstvo samosprávné jednotky, zatímco nařízení schvaluje rada (u malých obcí bez rady plní funkci rady sám starosta). Nařízení je závazné vždy jen na území územně samosprávného celku resp. ve správním obvodu obce s rozšířenou působností.

## Statistické údaje o nařízeních na českém území
V letech 1918–2002 bylo v Československu a následně v České republice vydáno 6648 nařízení vlády, z nichž bylo v roce 2002 platných 4235. Nařízení vlády mělo průměrně 8,3 paragrafů a zabíralo 1,7 strany formátu Sbírky zákonů.
Podle zprávy RIA (hodnocení dopadů regulace) k návrhu zákona o Sbírce právních předpisů územních samosprávných celků a některých správních úřadů je ročně vydáváno kolem 500 nařízení obcí, 50 nařízení kraje a 4 nařízení hl. m. Prahy a kolem 20 nařízení jiných správních úřadů, které by spadaly do působnosti tohoto zákona (tedy zpravidla nařízení s omezenou územní působností).